# Gonodactylellus snidvongsi
Gonodactylellus snidvongsi är en kräftdjursart som först beskrevs av Naiyanetr 1987.  Gonodactylellus snidvongsi ingår i släktet Gonodactylellus och familjen Gonodactylidae. Inga underarter finns listade i Catalogue of Life.